# Marie Granet
Ne doit pas être confondu avec Anne-Marie Granet-Abisset.
Marie Granet est une historienne, résistante et militante socialiste française née le 12 mai 1892 à Frossay et morte le 18 novembre 1990 à Laxou.

## Biographie

### Enfance et formation
Marie Terrien étudie au lycée de jeunes filles de Nantes et devient titulaire du brevet supérieur en 1909 et du baccalauréat en 1911.
Elle étudie à la faculté des lettres de Rennes à partir de 1913 et est licenciée ès lettres en 1915.

### Professeure
En octobre 1915, elle devient professeur déléguée de lettres au collège de garçons d’Autun jusqu'en juillet 1919. Elle devint professeur de lettres et d’histoire-géographie au collège de jeunes filles de Tonnerre en octobre 1921.
À partir d’octobre 1940, elle enseigne à l’EPS Paul Bert à Paris, devenu collège moderne, jusqu’à sa retraite en septembre 1957.
Elle appartint au mouvement « Défense de la France » à partir de décembre 1941.
En septembre 1948, elle est désignée pour faire partie de la commission chargée d’établir l’histoire des faits survenus en France depuis 1938. Marie Granet aborde l'histoire de Libération-Nord (1940-1944) et du rôle des femmes dans la Résistance,.

### De 1949 à 1990
Elle écrit ou coécrit de nombreux ouvrages sur la Résistance,,, dont Combat : histoire d'un mouvement de résistance de juillet 1940 à juillet 1943, publié en 1967 avec Henri Michel aux Presses universitaires de France, un ouvrage qui fait état de l'implication des cheminots dans la résistance française. Elle a recueilli des témoignages auprès de nombreux résistants et de déportés qui ont servi de sources à ces ouvrages.

### Décès
Elle entra en maison de retraite à Laxou où elle décède.

### Vie de famille
Elle se marie en octobre 1919 à Paris avec Marcel Granet. Le couple a eu un enfant.

## Publications
- Marie Granet et Henri Michel, Combat : histoire d'un mouvement de résistance de Juillet 1940 à Juillet 1943, Paris, Presses Universitaire de France, 1957, 330 p. (SUDOC 016470338)[9]
- Marie Granet, Défense de la France : histoire d'un mouvement de résistance, 1940-1944, Paris, Presses universitaires de France, 1960 (SUDOC 017784336)[8]
- Marie Granet (préf. Jacques Debû-Bridel), Ceux de la résistance, Les Éditions de minuit, 1964, 375 p.[6]
- Marie Granet, Cohors-Asturies : Histoire d'un réseau de résistance, 1942-1944, Édition des Cahiers de la Résistance, 1974, 117 p. (lire en ligne)[7]
- Marie Granet, Les jeunes dans la Résistance: 20 ans en 1940, Editions France-Empire, 1985 (ISBN 978-2-7048-0454-2)